# Rotten Tomatoes
Rotten Tomatoes es un sitio web estadounidense de revisión y reseñas para cine y televisión. La compañía fue fundada en agosto de 1998 por tres estudiantes universitarios de la Universidad de California, Berkeley: Senh Duong, Patrick Y. Lee y Stephen Wang. Aunque el nombre «Rotten Tomatoes» se conecta con la práctica de audiencias arrojando tomates podridos cuando desaprueba una pobre actuación en el escenario, la inspiración original proviene de una escena con tomates en la película canadiense de 1992 Léolo.
Desde enero de 2010, Rotten Tomatoes es propiedad de Flixster, que a su vez fue adquirida por Warner Bros. en 2011. En febrero de 2016, Rotten Tomatoes y su sitio matriz Flixster se vendieron a Fandango de Comcast. Warner Bros. retuvo una participación minoritaria en el sitio entidades fusionadas, incluido Fandango.

## Historia

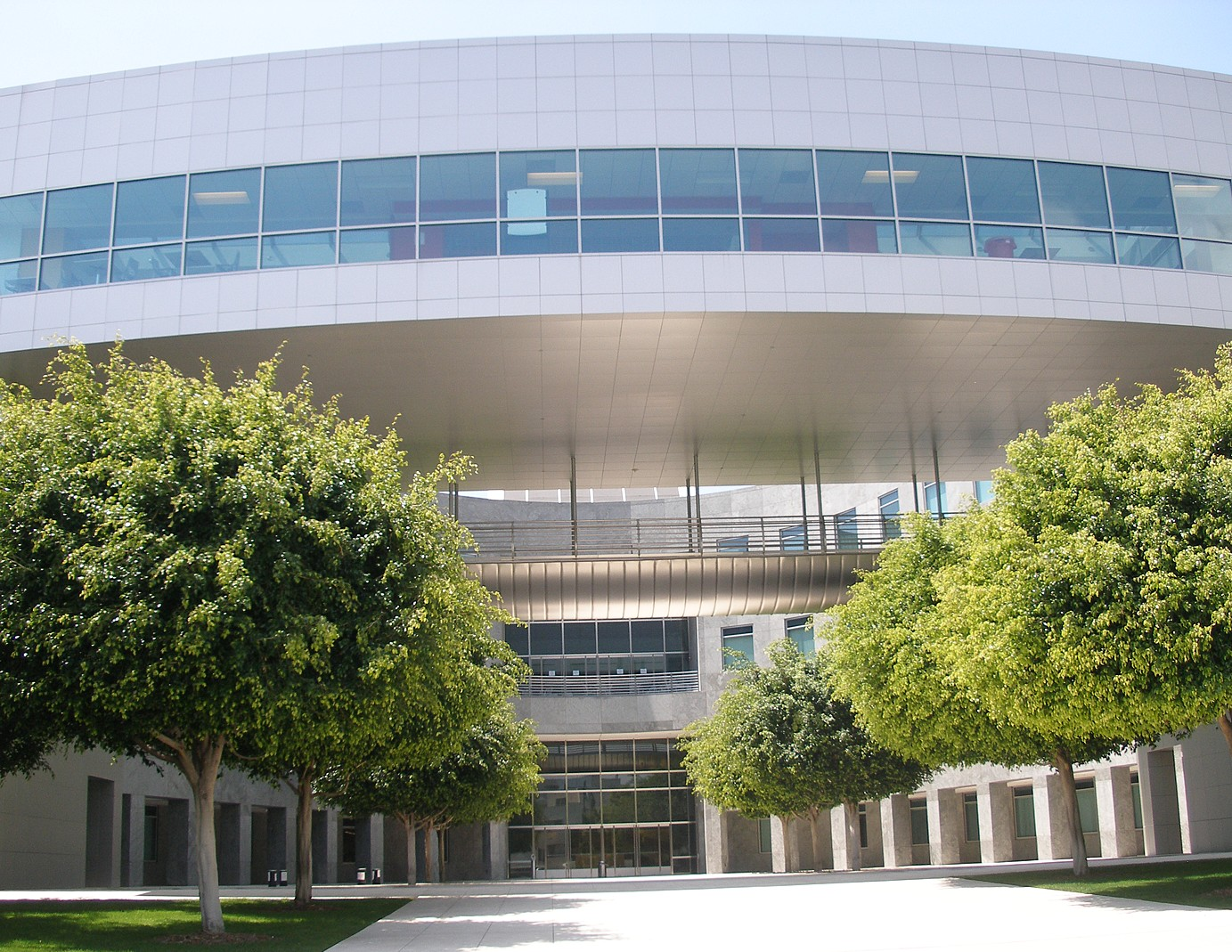
Sede de Fandango en Beverly Hills (hogar de Rotten Tomatoes)

Rotten Tomatoes se lanzó el 12 de agosto de 1998 como un proyecto de tiempo libre de Senh Duong. Su objetivo al crear Rotten Tomatoes era «crear un sitio donde las personas puedan acceder a reseñas de una variedad de críticos en Estados Unidos». Como fanático de Jackie Chan, Duong se inspiró para crear el sitio web después de recopilar todas las reseñas de las películas de acción de Chan en Hong Kong de cuando fueron lanzadas en los Estados Unidos. El catalizador para la creación del sitio web fue «Rush Hour» (1998), el primer gran crossover de Hollywood de Chan, que originalmente se planeó lanzar en agosto de 1998. Duong codificó el sitio web en dos semanas y el sitio comenzó a funcionar el mismo mes, pero el lanzamiento de «Rush Hour» se retrasó hasta septiembre de 1998. Además de las películas de Jackie Chan, comenzó a incluir otras películas en Rotten Tomatoes, extendiéndolo más allá del fandom de Chan. La primera película que no fue de Chan en Hollywood cuyas críticas aparecieron en Rotten Tomatoes fue Your Friends & Neighbors (1998). El sitio web fue un éxito inmediato, recibiendo menciones de Netscape, Yahoo!, y USA Today dentro de la primera semana de su lanzamiento; como resultado atrajo a «600–1000 visitantes únicos diarios» (cabe destacar que a esa fecha era una cantidad muy considerable).[cita requerida]
Duong se asoció con los compañeros de clase de Universidad de California, Berkeley Patrick Y. Lee y Stephen Wang, sus antiguos socios en la firma de diseño web con sede en Berkeley, California, Design Reactor, para perseguir Rotten Tomatoes en un completo base de tiempo. Lo lanzaron oficialmente el 1 de abril de 2000.
En junio de 2004, IGN Entertainment adquirió Rotten Tomatoes por una suma no revelada. En septiembre de 2005, IGN fue comprado por Fox Interactive Media de News Corp. En enero de 2010, IGN vendió el sitio web a Flixster. El alcance combinado de ambas compañías es de 30 millones de visitantes únicos al mes en todas las plataformas diferentes, según las empresas. En 2011, Warner Bros. adquirió Rotten Tomatoes.
A principios de 2009, Current Television lanzó «The Rotten Tomatoes Show», una versión televisada del sitio web de revisión. Fue alojado por Brett Erlich y Ellen Fox y escrito por Mark Ganek. El programa se transmitió los jueves a las 10:30 EST hasta el 16 de septiembre de 2010. Regresó como un segmento mucho más corto de InfoMania, un programa de noticias satírico que finalizó en 2011.[cita requerida]
A finales de 2009, el sitio web fue diseñado para permitir a los usuarios de Rotten Tomatoes crear y unirse a grupos para discutir varios aspectos de la película. Un grupo, «The Golden Oyster Awards», aceptó los votos de los miembros para varios premios, falsificando los más conocidos Academy Awards o Golden Globes. Cuando Flixster compró la compañía, disolvieron los grupos.[cita requerida]
A partir de febrero de 2011, se han agregado nuevas características de la comunidad y se han eliminado otras. Por ejemplo, los usuarios ya no pueden ordenar películas por Fresh Ratings de Rotten Ratings, y viceversa.[cita requerida]
El 17 de septiembre de 2013, se creó una sección dedicada a series de televisión con guion, llamada TV Zone, como una subsección del sitio web.
En febrero de 2016, Rotten Tomatoes y su sitio matriz Flixster se vendieron a Fandango de Comcast. Warner Bros retuvo una participación minoritaria en las entidades fusionadas, incluido Fandango.
En diciembre de 2016, Fandango y todos sus diversos sitios web se mudaron a la sede anterior de Fox Interactive Media en Beverly Hills, California.
En julio de 2017, el editor en jefe del sitio web desde 2007, Matt Atchity, se fue para unirse al canal de YouTube The Young Turks. El 1 de noviembre de 2017, el sitio lanzó una nueva serie web en Facebook, See It/Skip It, alojada por Jacqueline Coley y Según Oduolowu.
En marzo de 2018, el sitio anunció su nuevo diseño, iconos y logotipo por primera vez en 19 años en South by Southwest.

## Tráfico
Rotten Tomatoes es uno de los 1000 sitios principales, que se ubica en el puesto número 400 a nivel mundial y en el top 50 solo para los EE. UU., Según el sitio web  Alexa. Los visitantes únicos mensuales al dominio rottentomatoes.com son 26 millones a nivel mundial (14.4 millones de EE. UU.) Según el servicio de medición de audiencia Quantcast.

## Características

### Puntaje agregado crítico
El personal de Rotten Tomatoes primero recopila reseñas en línea de escritores que son miembros certificados de varios gremios de escritores o asociaciones de críticos de cine. Para ser aceptado como crítico en el sitio web, las reseñas originales de un crítico deben obtener un número específico de «me gusta» de los usuarios. Los clasificados como «críticos principales» generalmente escriben para los principales periódicos. Los críticos suben sus reseñas a la página de la película en el sitio web y deben marcar su reseña como «fresca» si en general es favorable o «podrida». Es necesario que el crítico lo haga, ya que algunas revisiones son cualitativas y no otorgan una puntuación numérica, lo que hace que sea imposible que el sistema sea automático.[cita requerida]
El sitio web realiza un seguimiento de todas las críticas contadas para cada película y calcula el porcentaje de críticas positivas. Las principales películas lanzadas recientemente pueden atraer más de 400 críticas. Si las críticas positivas representan el 60% o más, la película se considera «fresca», ya que una supermayoría de los revisores aprueba la película. Si las críticas positivas son inferiores al 60%, la película se considera «podrida». También se calcula un puntaje promedio en una escala de 0 a 10. Con cada revisión, se cita un breve extracto de la revisión que también sirve un hipervínculo al ensayo de revisión completo para cualquier persona interesada en leer los pensamientos completos del crítico sobre el tema.
«Principales críticos», como Roger Ebert, Desson Thomson, Stephen Hunter, Owen Gleiberman, Lisa Schwarzbaum, Peter Travers y  Michael Phillips se identifican en una sublista que calcula sus revisiones por separado. Sus opiniones también están incluidas en la calificación general. Cuando hay suficientes críticas, el personal crea y publica una declaración de consenso para expresar las razones generales de la opinión colectiva de la película.[cita requerida]
Esta calificación está indicada por un ícono equivalente en la lista de películas, para darle al lector un vistazo de la opinión crítica general sobre el trabajo. El sello «Certificado de Frescura» está reservado para películas que satisfacen dos criterios: un «Tomatómetro» del 75% o mejor y al menos 80 reseñas (40 para películas de lanzamiento limitado) de los críticos de «Tomatómetro» (incluidos 5 críticos principales).
Las películas que obtengan este estado lo mantendrán a menos que el porcentaje crítico positivo caiga por debajo del 70%. Las películas con calificaciones positivas del 100% pero menos de las reseñas requeridas pueden no recibir el sello «Certificado de Frescura».

#### Clasificación de tomatómetros
| Icono | Puntuación | Descripción |
| ----- | ---------- | --- |
|       | 70–100%    | Certificado de Frescura: Las películas de estreno amplio con una puntuación de 75% o más que son revisadas por al menos 80 críticos, de los cuales 5 son «Principales Críticos», reciben este sello. El sello «Certificado de Frescura» permanece hasta que la puntuación caiga por debajo del 70%. Las películas con lanzamiento limitado solo requieren 40 reseñas (incluidas 5 de «Principales Críticos») para calificar para este sello. Para los programas de televisión, solo las temporadas individuales son elegibles para su consideración, y cada una debe tener al menos 20 críticas. |
|       | 60–69%     | Frescura: Películas o programas de televisión con un puntaje de 60% o más que no cumplan con los requisitos para el sello «Certificado de Frescura». |
|       | 0–59%      | Podrido: Las películas o los programas de televisión con una puntuación del 0 al 59% reciben este sello. |

Cuando una película o programa de televisión cumple con los requisitos para el «Certificado de Frescura», no se le otorga automáticamente el sello, sino que se marca para la consideración del personal. Una vez que el equipo evalúa las críticas y la respuesta a la película o al programa de televisión, y decide que es poco probable que la puntuación caiga por debajo de los requisitos mínimos en el futuro, lo marcará como «Certificado de Frescura».

#### Premios Golden Tomato
En el año 2000, Rotten Tomatoes anunció los Premios RT en honor a las películas mejor revisadas del año según el sistema de clasificación del sitio web. Más tarde se le cambió el nombre a Golden Tomato Awards. Los nominados y ganadores se anuncian en el sitio web, aunque no hay una ceremonia de entrega de premios real.
Las películas se dividen en categorías lanzamiento amplio y lanzamiento limitado. Los lanzamientos limitados se definen como la apertura en 599 o menos teatros en el lanzamiento inicial. Los lanzamientos de plataformas, películas inicialmente lanzadas en menos de 600 salas de cine, pero luego reciben una distribución más amplia, entran en esta definición. Cualquier película que se estrene en más de 600 salas de cine se considera de estreno amplio. También hay dos categorías exclusivamente para películas británicas y australianas. La categoría «Usuario» representa la película mejor calificada entre los usuarios, y el premio «Mohoso» representa las películas peor evaluadas del año. Una película debe tener 40 (originalmente 20) o más reseñas calificadas para ser considerada para las categorías nacionales. Debe tener 500 o más clasificaciones de usuarios para ser considerado para la categoría «Usuario».
Las películas se clasifican en función de género cinematográfico. Cada película es elegible en un solo género, aparte de las películas que no están en inglés, que pueden incluirse tanto en su género como en la respectiva categoría «Extranjera».
Una vez que una película se considera elegible, se cuentan sus «votos». Cada crítico de la lista del sitio web obtiene un voto (según lo determinado por su revisión), todos ponderados por igual. Debido a que las revisiones se agregan continuamente, de forma manual y de otro modo, se inicia una fecha límite en la que las nuevas revisiones no se cuentan para los premios Golden Tomato, cada año, generalmente el primero del nuevo año. Las revisiones sin calificaciones no se cuentan para los resultados de los Golden Tomato Awards.

### Consensos críticos
Cada película presenta un breve resumen de las revisiones utilizadas en el puntaje agregado del Tomatómetro de esa entrada. Estos están escritos por Jeff Giles, autor de larga data del sitio.

### Puntuación de la audiencia y comentarios
Cada película presenta un «promedio de usuarios», que calcula el porcentaje de usuarios registrados que han calificado positivamente la película en una escala de 5 estrellas, similar al cálculo de las críticas de críticos reconocidos.
En mayo de 2019, Rotten Tomatoes introdujo un sistema de calificación verificado que reemplazaría al sistema anterior en el que los usuarios simplemente debían registrarse para enviar una calificación. En adelante, además de crear una cuenta, los usuarios deberán verificar su compra de boletos a través de Fandango, una compañía de venta de boletos de la cual Rotten Tomatoes es una subsidiaria. Si bien los usuarios aún pueden dejar comentarios sin verificar, esos comentarios no tendrán en cuenta el puntaje promedio de audiencia que se muestra junto al Tomatómetro.

### Versiones localizadas
Las versiones localizadas del sitio disponibles en Reino Unido, India y Australia fueron descontinuadas después de la adquisición de Rotten Tomatoes por Fandango. La versión en México del sitio permanece activa.

### API
La  API de Rotten Tomatoes proporciona acceso limitado a valoraciones y reseñas de crítica y audiencia, lo que permite a los desarrolladores incorporar datos de Rotten Tomatoes en otros sitios web. El servicio gratuito está diseñado para usarse solo en los EE. UU. se requiere permiso para su uso en otro lugar.

## Recepción

### Simplificación excesiva
En enero de 2010, con motivo del 75 aniversario del Círculo de Críticos de Cine de Nueva York, su presidente Armond White citó Rotten Tomatoes en particular y las películas agregador de revisión en generales como ejemplos de cómo «Internet se venga de la expresión individual». Dijo que trabajan «colocando revisores en un sitio web y asignando puntos espurios de porcentaje de entusiasmo a las revisiones discretas». Según White, dichos sitios web «ofrecen consenso como sustituto de la evaluación».
El director y productor Brett Ratner ha criticado el sitio web por «reducir cientos de reseñas seleccionadas de fuentes impresas y en línea a un puntaje agregado popularizado», y siente que es «lo peor que tenemos en la cultura cinematográfica actual». El escritor Max Landis, luego de su película Victor Frankenstein que recibió un índice de aprobación del 24% en el sitio, escribió que el sitio «desglosa revisiones completas en solo la palabra 'sí' o 'no', haciendo que la crítica sea binaria de forma destructiva y arbitraria».

### Otras críticas
El director estadounidense Martin Scorsese escribió una columna en The Hollywood Reporter criticando a Rotten Tomatoes y CinemaScore por promover la idea de que películas como Mother! tuvo que ser «gustado instantáneamente» para tener éxito.
Mientras promociona la película Las sufragistas (que tiene una calificación «Frescura») en 2015, la actriz Meryl Streep acusó a Rotten Tomatoes de representar desproporcionadamente las opiniones de los críticos de cine masculinos, lo que resulta en una proporción sesgada que afecta negativamente las actuaciones comerciales de las películas dirigidas por mujeres. «Les digo que los hombres y las mujeres no son lo mismo, les gustan las cosas diferentes», dijo. «A veces les gusta lo mismo, pero a veces sus gustos difieren. Si el Tomatómetro se desprecia tan completamente a un conjunto de gustos que impulsa la taquilla en los Estados Unidos, absolutamente».
Rotten Tomatoes retuvo deliberadamente el puntaje crítico para Justice League basado en las primeras críticas hasta el estreno de su episodio See It/Skip It el jueves antes de su lanzamiento. Algunos críticos vieron el movimiento como una estratagema para promover la serie web, pero algunos argumentaron que el movimiento fue un conflicto de intereses deliberado a causa de Warner Bros. propiedad de la película y Rotten Tomatoes, y la tibia recepción crítica de las películas DCEU en ese momento.
The New York Times agregó estadísticas sobre la recepción crítica de las puntuaciones de la audiencia versus las puntuaciones de los críticos, y observó en casi todos los géneros que «El público califica una película de manera más positiva que los críticos. Las únicas excepciones son las comedias y documentales negros. Los críticos califican sistemáticamente las películas en estos géneros más que los usuarios de Rotten Tomatoes». La revista Slate recopiló datos en una encuesta similar que reveló un notable favor hacia las películas estrenadas antes de la década de los años 1990, que «puede explicarse por un sesgo hacia los críticos que revisan, o que Rotten Tomatoes califica, sólo las mejores películas de épocas pasadas».
Vulture publicó un artículo en septiembre de 2023 que recopilaba críticas hacia Rotten Tomatoes, incluido el hecho de que desde su adquisición por parte de Fandango en 2016, las reglas han cambiado de manera que favorecen a las películas más importantes. El artículo citaba a la empresa de publicidad Bunker 15 como ejemplo de cómo se pueden mejorar las puntuaciones reclutando críticos poco conocidos, a menudo autopublicados, para que escriban críticas positivas, u ocultando selectivamente críticas negativas, utilizando el ejemplo de Ophelia de 2018.